# 雲多拉灣

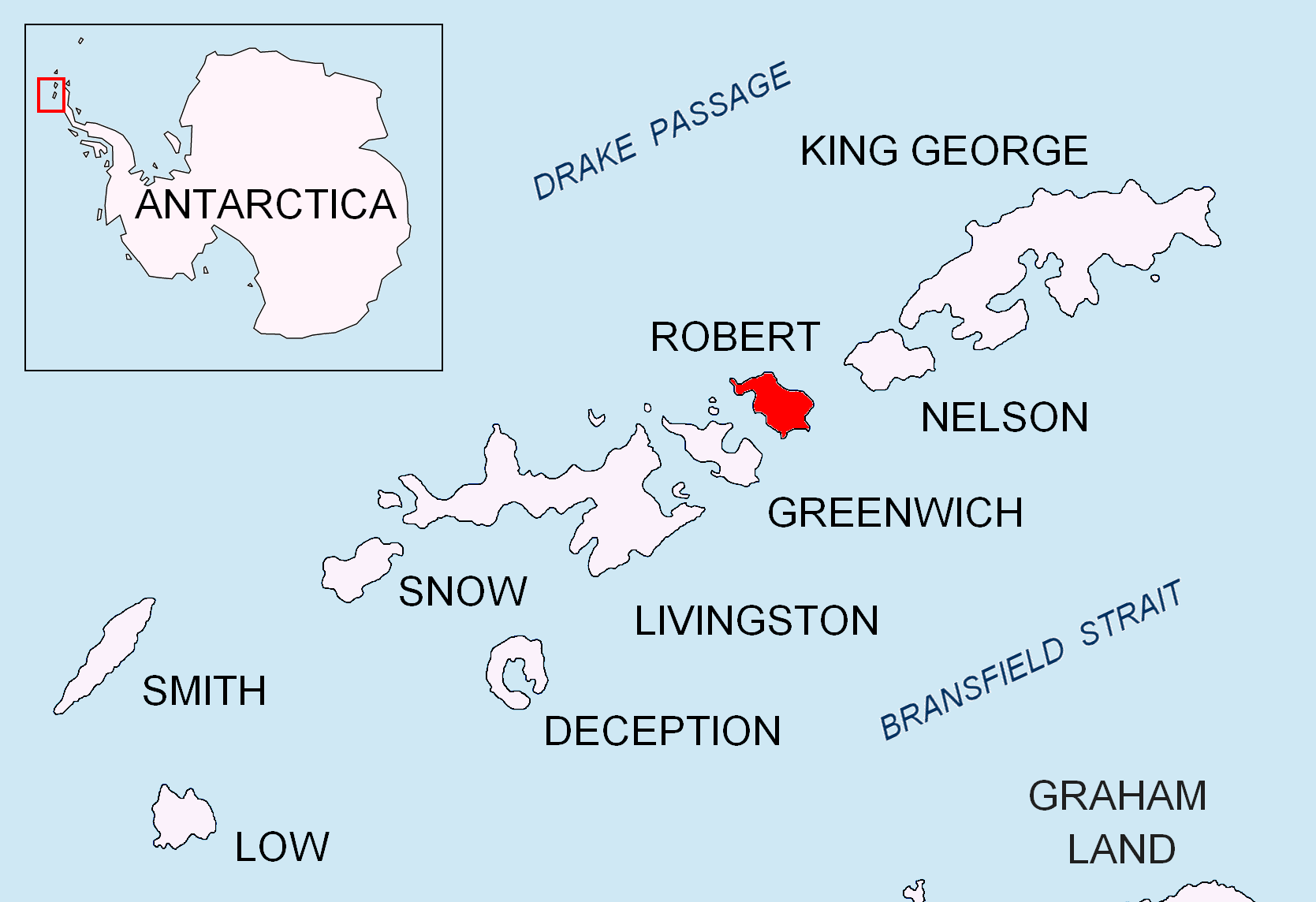

雲多拉灣，是南極洲的海灣，位於南設得蘭群島的羅伯特島北岸，處於拉夫列諾夫角以西，長0.67公里、寬1.34公里，以保加利亞山峰命名，現時由南極條約體系管理。
62°20′22″S 59°35′00″W / 62.33944°S 59.58333°W